# Prossimo tuo
Prossimo tuo è stato un programma televisivo italiano a carattere religioso, andato in onda dal 22 marzo 1992 su Rai 2 con la conduzione di Mario Marazziti e Maria Rita Parsi, e, dal 1994, di Giovanni D'Ercole.